# Ciudad Lerdo
Ciudad Lerdo es una ciudad del estado mexicano de Durango, localizada a 249 km de la capital del estado, Victoria de Durango. Lerdo, junto con Torreón, Coahuila, Gómez Palacio, y otras ciudades y municipios conforman la zona metropolitana de La Laguna.
Debe su nombre al ilustre liberal Miguel Lerdo de Tejada.

## Historia

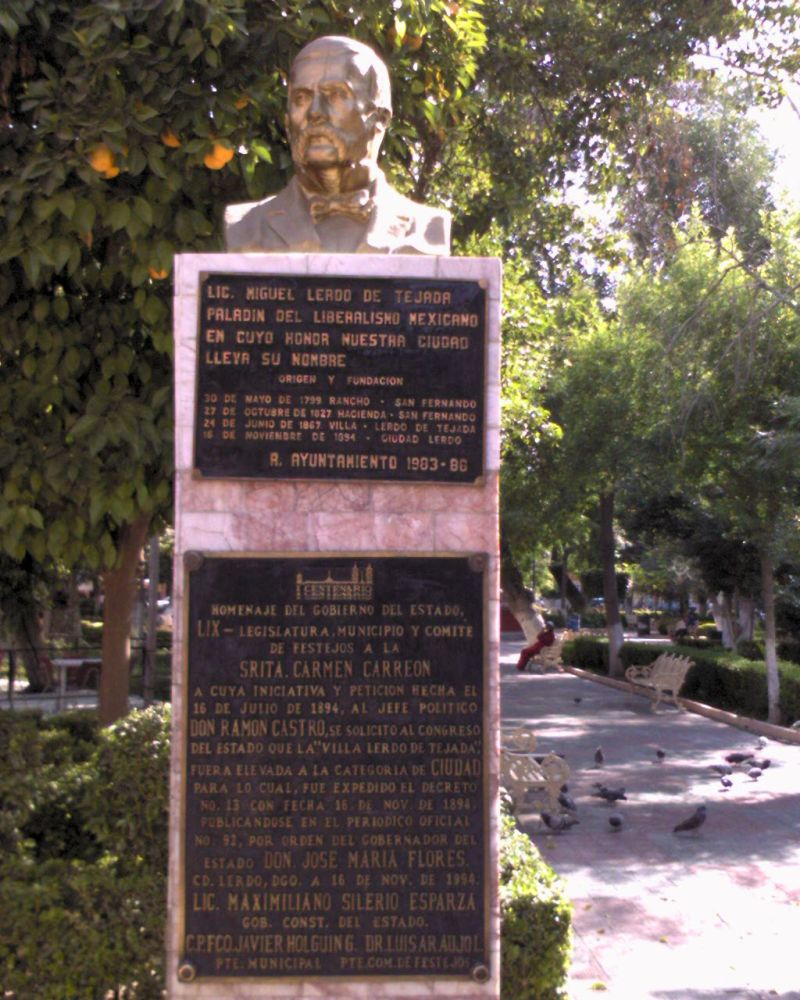
Busto de Miguel Lerdo de Tejada, en la Plaza de Armas.

### Orígenes, evangelización jesuita y rancho San Fernando
Ciudad Lerdo tiene sus orígenes ligados estrechamente a España, cuando en mayo de 1598 la misión de evangelización llamada Misión de San Juan de Casta por el misionero jesuita Juan Agustín de Espinoza, asistido por el capitán Antonio Marín Zapata, originario de Madrid, arribaron a las riberas del Rio Nazas y dio lugar al primer asentamiento español en La Laguna. Tiempo después del primer asentamiento español, el 30 de mayo de 1799 Joaquín Navarro funda el nuevo asentamiento, llamado rancho San Fernando.

### Independencia de México
El 8 de abril de 1811 llegaron al rancho de San Fernando Rangel Sánchez varios prisioneros de la Guerra de Independencia de México. Siete de ellos salieron al amanecer con rumbo a Durango capital escoltados por 25 soldados al mando del Teniente Coronel Pedro María Allende, y otros cuatro quedaron al mando de Ignacio Elizondo. Estos últimos prisioneros respondían a los nombres de Miguel Hidalgo y Costilla, Ignacio Allende, Juan Aldama y Mariano Jiménez, quienes fueron trasladados a Chihuahua escoltados por soldados.

### Primer casco de la ciudad, la Comarca Lagunera
En septiembre de 1827 el rancho San Fernando fue rematado y vendido por el gobierno del estado de Durango y en 1836 fue adquirido por el hacendado terrateniente Juan Nepomuceno Flores, quien mandaría construir el primer casco de la ciudad en 1848, lo que da origen a la Comarca Lagunera de Durango. La Hacienda San Fernando evolucionaría y se desarrollaría hacia 1879, lugar que rápidamente fue multiplicando su población.
Los lerdenses, en el transcurso de su estadía en la ciudadela, pelearon valientemente contra los nativos que atacaban de día y noche tratando de impedir el asentamiento. Los lerdenses triunfaron.[cita requerida]

### Benito Juárez, ascensión a Villa Lerdo de Tejada y principales arterias
Benito Juárez en su paso por la Comarca Lagunera huyendo de los franceses en septiembre de 1864, donde es protegido por los habitantes de la Hacienda San Fernando, atendió la visita de la comisión de ciudadanos, liderada por Catarino Navarro, quien le entregó una petición hecha por los locales, solicitando la ascensión a villa a la llamada en aquel tiempo Hacienda San Fernando. Juárez firmó entonces el decreto de ascensión que confería el nombre oficial de Villa Lerdo de Tejada, por Miguel Lerdo de Tejada que había fallecido en 1861 y fue hermano  del ilustre liberal político y compañero de su viaje al Norte Sebastián Lerdo de Tejada, por lo que, a partir de  septiembre de 1864, dejó de llamarse Hacienda San Fernando.[cita requerida]
Esta elevación da una importante posición para el desarrollo de la ciudad, ya que de esta ascensión a villa surgen las primeras arterias de la recién elevada y nombrada Villa Lerdo de Tejada, arterias compuestas por: la Plaza de Armas, el actual centro histórico, y la parroquia del Sagrado corazón de Jesús y el primer coso taurino de la región.

### Fiesta de Carmen Carreón Carreón, Juan Ramón Castro y ascensión a ciudad
Tiempo después de que la villa potencializara su desarrollo económico y demográfico, se dio una fiesta muy importante donde las damas portaban vestidos largos y se tocaba música clásica por todo el lugar. Era la fiesta de la joven Carmen Carreón Carreón, hija de un general. En dicha fiesta se encontraba el jefe político Juan Ramón Castro, quien prometió a la joven lo que quisiera como regalo y que cualquiera que fuera su deseo se le cumpliría.[cita requerida]
Carmen Carreón Carreón, enterada de lo que le prometía Juan Ramón Castro con motivo de su fiesta, le pidió como regalo que hiciera las gestiones necesarias para ascender a la villa al puesto de ciudad. El decreto de ascensión a ciudad sería publicado el 16 de noviembre de 1884, siendo declarado por el entonces gobernador de Durango, Juan Manuel Flores. A partir de ahí se inicia el desarrollo económico y la colocación de fábricas donde se producían jabones y cigarros.[cita requerida]

### Ciudad Lerdo y el ferrocarril
Por mucho tiempo se pensó que al inicio de la construcción del ferrocarril, los Lerdenses se oponían que pasara el tren por Ciudad Lerdo como los estadounidenses lo indicaban, pero la verdad es que fue el gobernador de Durango, Francisco Gómez Palacio quien hizo todo lo posible para que las líneas férreas no atravesaran Ciudad Lerdo y cruzaran por lo que actualmente es la ciudad que lleva su nombre.
En 1882 cuando se empezaron a construir las vías del ferrocarril que pasaría por la Comarca Lagunera con rumbo a Estados Unidos los técnicos estadounidenses a petición el presidente Porfirio Díaz, estaban realizando dos estudios. El primero apuntaba que el ferrocarril debía pasar por la Comarca Laguna lo que significaba que se habría de ponerse una estación de ferrocarril en Ciudad Lerdo y el segundo apuntaba que debía pasar por Durango. 
Sin embargo según señala el libro “El primer pueblo que conquisto al desierto” de Vargas Garza, se situó un problema de carácter político en la capital duranguense con el entonces gobernador de Durango Francisco Gómez Palacio quien se encapricho a que el ferrocarril no pasara por Ciudad Lerdo.
Luego de varios debates políticos, finalmente la estación se estableció en lo que hoy es territorio de la ciudad de Gómez Palacio esta fue la razón por la que varias empresas decidieron establecerse en esa ciudad, con lo que el desarrollo económico, político y social de Ciudad Lerdo se vio mermado. Lo que buscaba Francisco Gómez Palacio era crear un municipio que llevara su nombre y que mejor lugar que la Comarca Lagunera para fundarlo, por lo que inclusive dicho gobernador cometió la infamia de despojar de Ciudad Lerdo parte de su territorio para así fundar Gómez Palacio en 1905 y colocar la instalación del ferrocarril que seria denominada estación Lerdo.

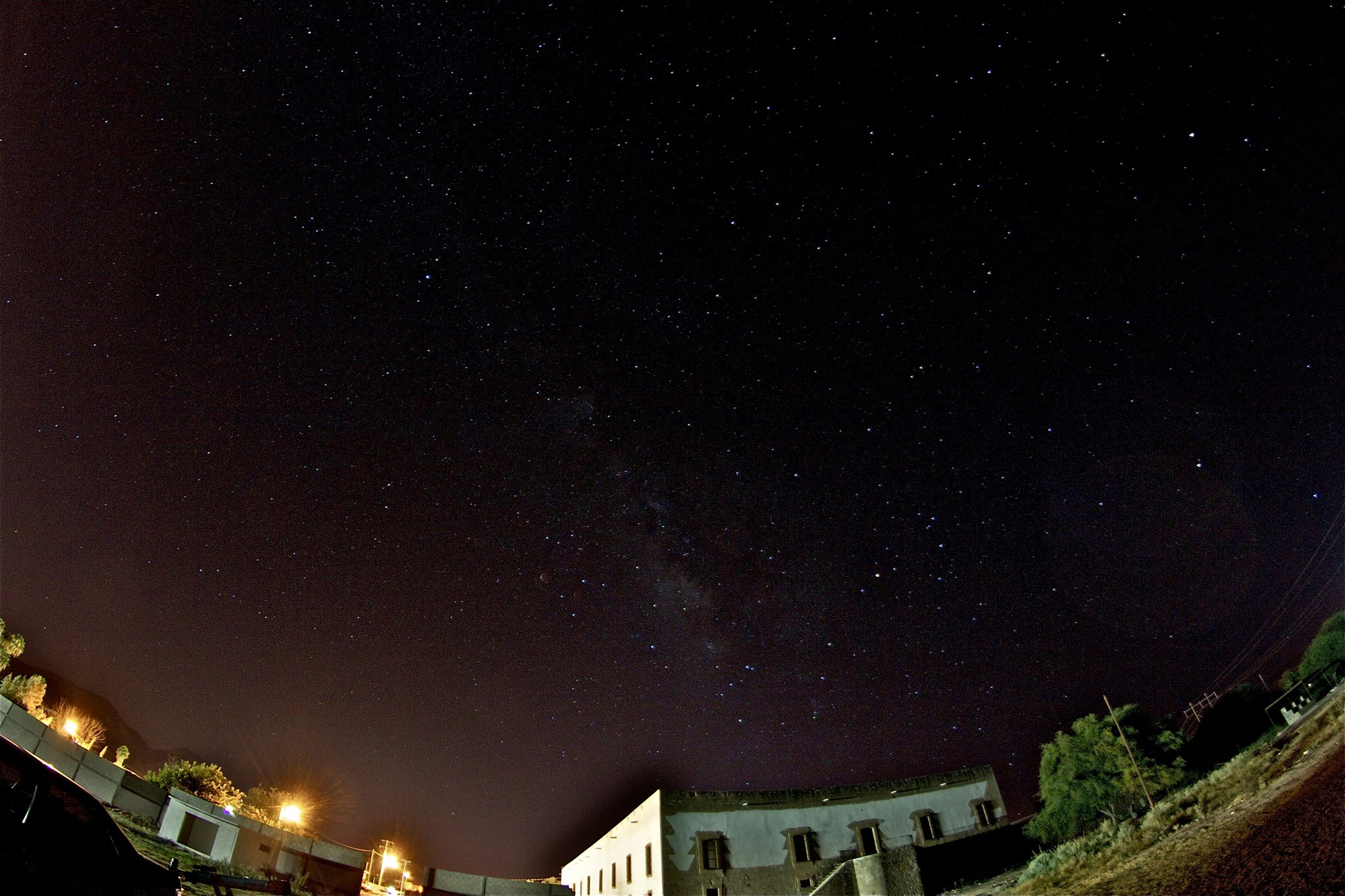
Hacienda de La Loma

## Escudo
El escudo de arma del municipio se conforma de diversas secciones. En la primera de ellas se encuentra la torre del reloj, símbolo de la ciudad; el siguiente recuadro contiene productos agrícolas propios de la región, como son el algodón, trigo, uva, flores y al centro una hoja y fruto; debajo de este conjunto se encuentra un símbolo de agua; en la sección final se encuentra un conjunto de contenido significativo, en un fondo verde se representa la espesura de los bosques de la entidad, se traza la silueta del Estado de Durango fondeado en blanco, que manifiesta la pureza espiritual de sus habitantes y, sobre éste, el dibujo de un avión ascendiendo, visto de costado, que alude, por una parte, el tiempo de la máquina y la industrialización de Lerdo y, por otra, la hazaña del pionero de la aviación, nacido en este municipio, Francisco Sarabia Tinoco.

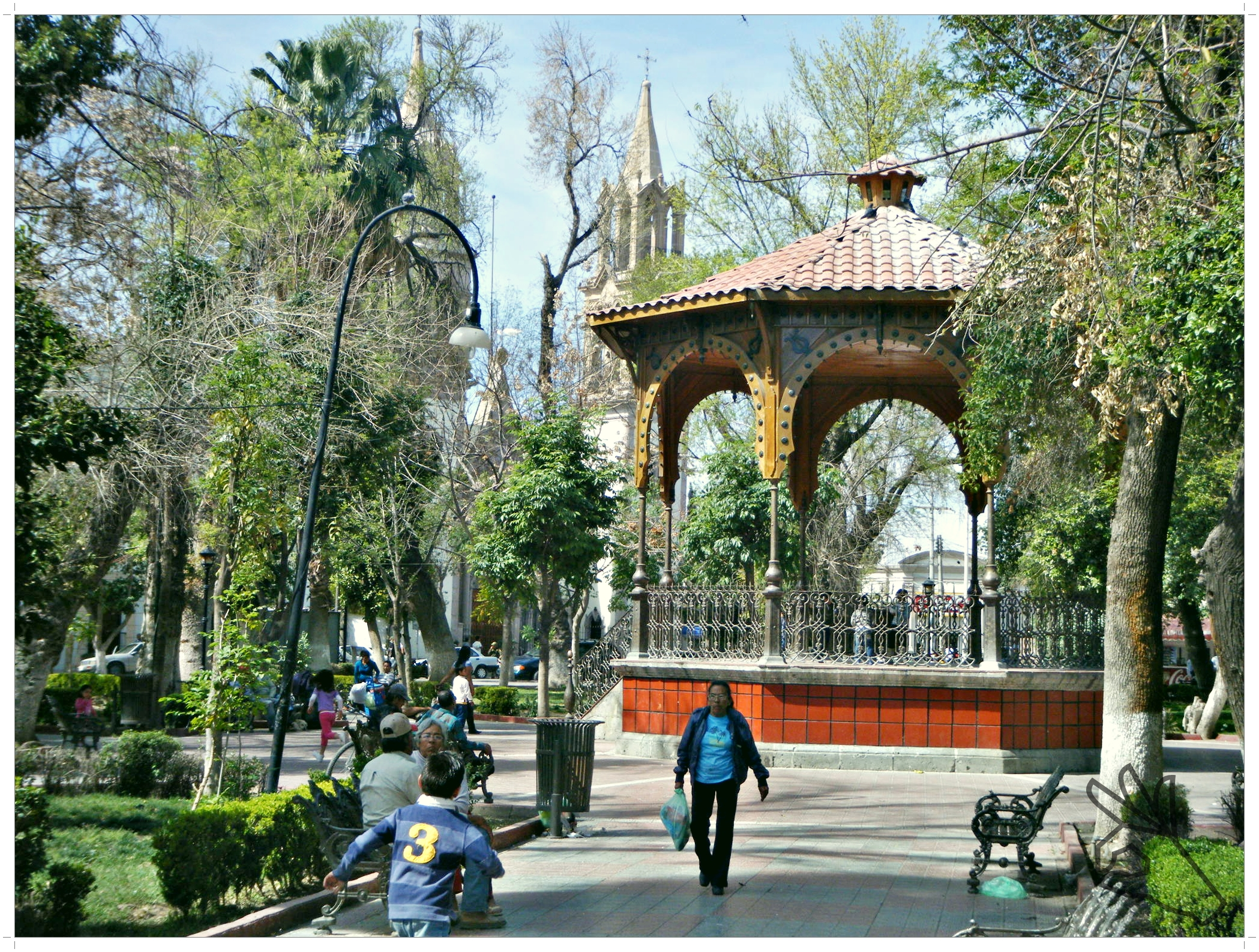
Plaza de Armas de Ciudad Lerdo

## Geografía

### Situación
La ciudad está situada en el este del municipio de Lerdo, limitando con la ciudad de Gómez Palacio. La ciudad está sobre las coordenadas 25°32′32″N 103°31′23″O / 25.54222, -103.52306, está a una altura media de 1130 metros sobre el nivel del mar.

### Clima

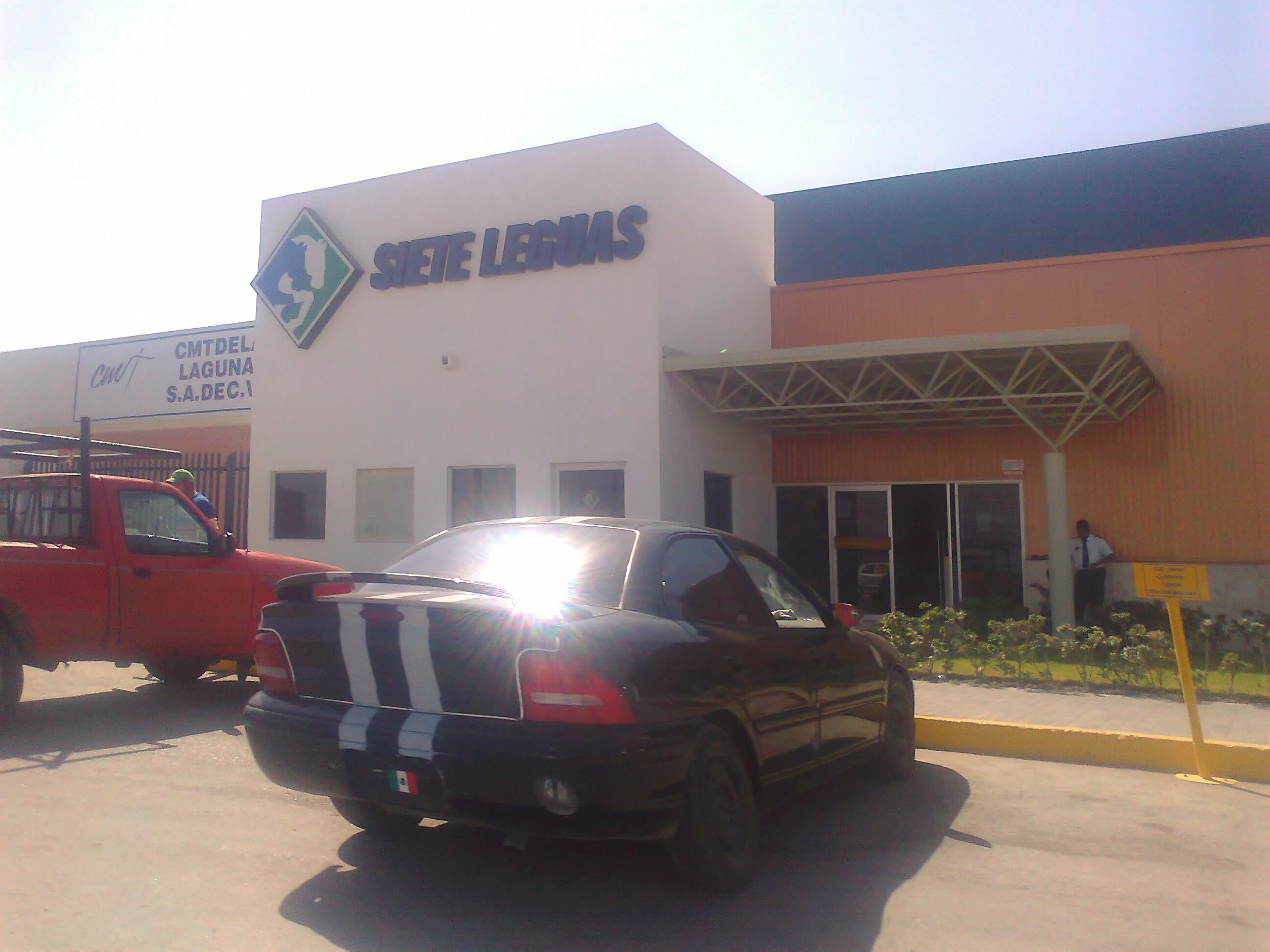
Fábrica Siete Leguas.

Lerdo tiene un clima árido-cálido. La temperatura media anual es de 21.3 °C. Hay una precipitación media anual de 244.0 milímetros. En invierno de 1967 se registra una intensa nevada en la ciudad, lo mismo ocurrió en diciembre de 1997 y la más reciente nevada fue en diciembre del 2017.
| Parámetros climáticos promedio de Lerdo, Durango | Parámetros climáticos promedio de Lerdo, Durango | Parámetros climáticos promedio de Lerdo, Durango | Parámetros climáticos promedio de Lerdo, Durango | Parámetros climáticos promedio de Lerdo, Durango | Parámetros climáticos promedio de Lerdo, Durango | Parámetros climáticos promedio de Lerdo, Durango | Parámetros climáticos promedio de Lerdo, Durango | Parámetros climáticos promedio de Lerdo, Durango | Parámetros climáticos promedio de Lerdo, Durango | Parámetros climáticos promedio de Lerdo, Durango | Parámetros climáticos promedio de Lerdo, Durango | Parámetros climáticos promedio de Lerdo, Durango | Parámetros climáticos promedio de Lerdo, Durango |
| Mes                                              | Ene.                                             | Feb.                                             | Mar.                                             | Abr.                                             | May.                                             | Jun.                                             | Jul.                                             | Ago.                                             | Sep.                                             | Oct.                                             | Nov.                                             | Dic.                                             | Anual                                            |
| ------------------------------------------------ | ------------------------------------------------ | ------------------------------------------------ | ------------------------------------------------ | ------------------------------------------------ | ------------------------------------------------ | ------------------------------------------------ | ------------------------------------------------ | ------------------------------------------------ | ------------------------------------------------ | ------------------------------------------------ | ------------------------------------------------ | ------------------------------------------------ | ------------------------------------------------ |
| Temp. máx. abs. (°C)                             | 32.0                                             | 35.0                                             | 37.5                                             | 40.0                                             | 42.0                                             | 41.5                                             | 39.0                                             | 39.0                                             | 36.5                                             | 36.0                                             | 33.0                                             | 31.0                                             | 42.0                                             |
| Temp. máx. media (°C)                            | 20.9                                             | 24.1                                             | 28.0                                             | 31.5                                             | 34.3                                             | 34.5                                             | 33.1                                             | 32.6                                             | 30.6                                             | 28.4                                             | 24.8                                             | 21.2                                             | 28.7                                             |
| Temp. media (°C)                                 | 13.3                                             | 16.0                                             | 19.5                                             | 23.2                                             | 26.4                                             | 27.5                                             | 26.8                                             | 26.4                                             | 24.4                                             | 21.3                                             | 16.9                                             | 13.8                                             | 21.3                                             |
| Temp. mín. media (°C)                            | 5.7                                              | 7.9                                              | 11.1                                             | 15.0                                             | 18.4                                             | 20.5                                             | 20.6                                             | 20.2                                             | 18.2                                             | 14.2                                             | 9.0                                              | 6.4                                              | 13.9                                             |
| Temp. mín. abs. (°C)                             | -5.0                                             | -2.5                                             | 0.0                                              | 1.5                                              | 9.0                                              | 0.0                                              | 15.5                                             | 11.0                                             | 9.0                                              | 2.0                                              | -2.0                                             | -7.0                                             | -7.0                                             |
| Precipitación total (mm)                         | 11.5                                             | 3.3                                              | 2.5                                              | 7.4                                              | 17.1                                             | 31.3                                             | 43.2                                             | 37.1                                             | 54.0                                             | 20.3                                             | 6.3                                              | 10.0                                             | 244.0                                            |
| Días de precipitaciones (≥ 1 mm)                 | 2.6                                              | 1.1                                              | 0.6                                              | 1.3                                              | 2.9                                              | 4.5                                              | 6.4                                              | 5.6                                              | 5.9                                              | 3.3                                              | 1.8                                              | 2.4                                              | 38.4                                             |
| Fuente: Servicio Meteorológico Nacional          |                                                  |                                                  |                                                  |                                                  |                                                  |                                                  |                                                  |                                                  |                                                  |                                                  |                                                  |                                                  |                                                  |

## Economía
Entre las principales actividades económicas se encuentra la agricultura, teniendo por principales cultivos el maíz, la avena forrajera y la alfalfa. Existen varias parcelas de riego que conforman una extensión de 14.525 hectáreas, 1.341 hectáreas de temporal, 165.657 hectáreas de uso múltiple y 6.357 hectáreas empleadas en otras actividades. En el ámbito regional, los empresarios reciben atención personalizada y periódicamente, a través de la Secretaría de Economía, Bancomext, CANACO, CANACINTRA, CANAIVE, Servicio Nacional del Empleo, sobre oportunidades comerciales y de inversión que les abren nuevas posibilidades para expandir sus negocios.
En cuanto a ganadería, existe un número significativo de establos lecheros, motivo por el que es considerada una de las grandes cuencas lecheras del norte del país.
También existe una fábrica de pantalones llamada Siete Leguas.

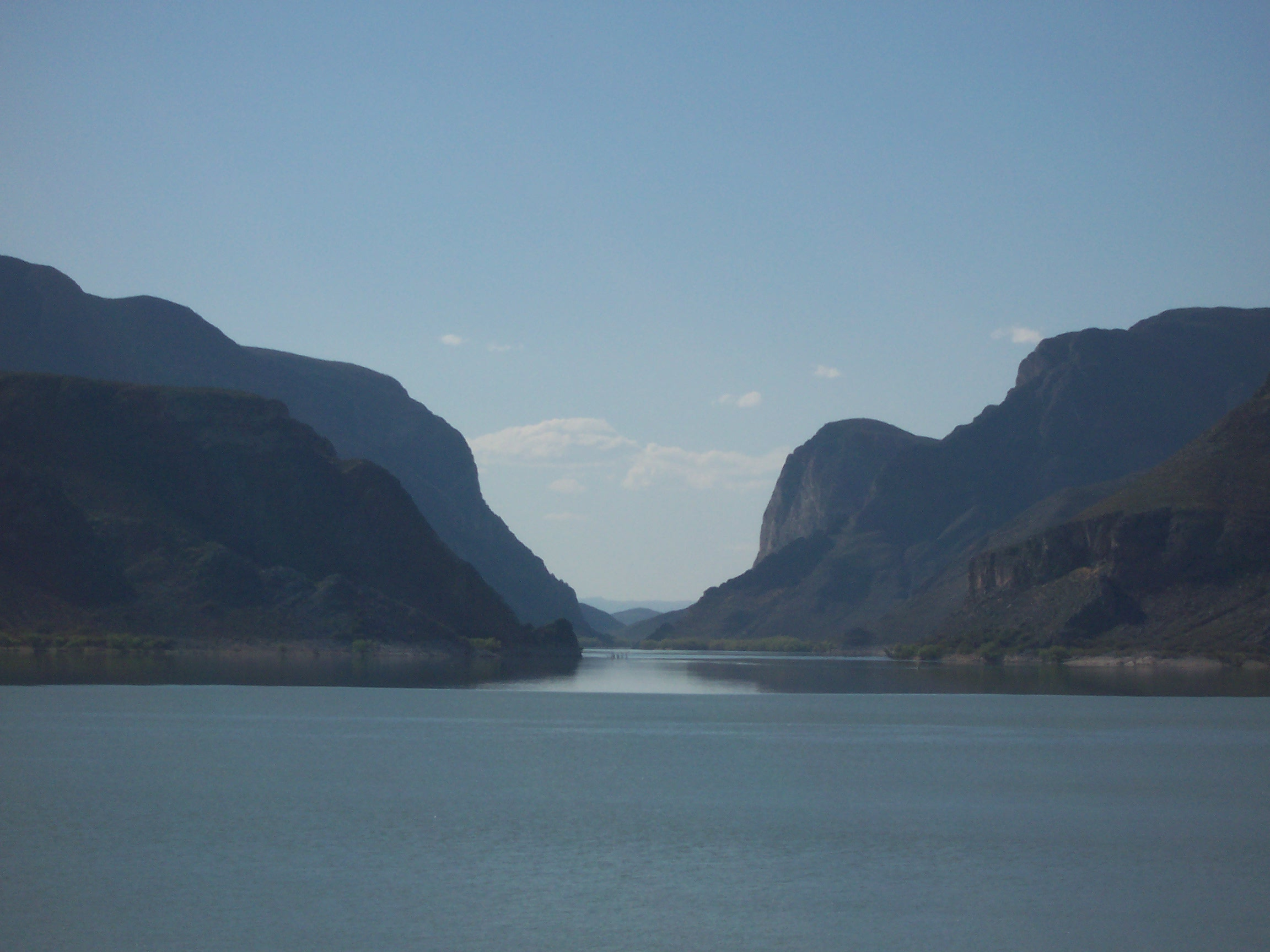
Presa Francisco Zarco

## Turismo

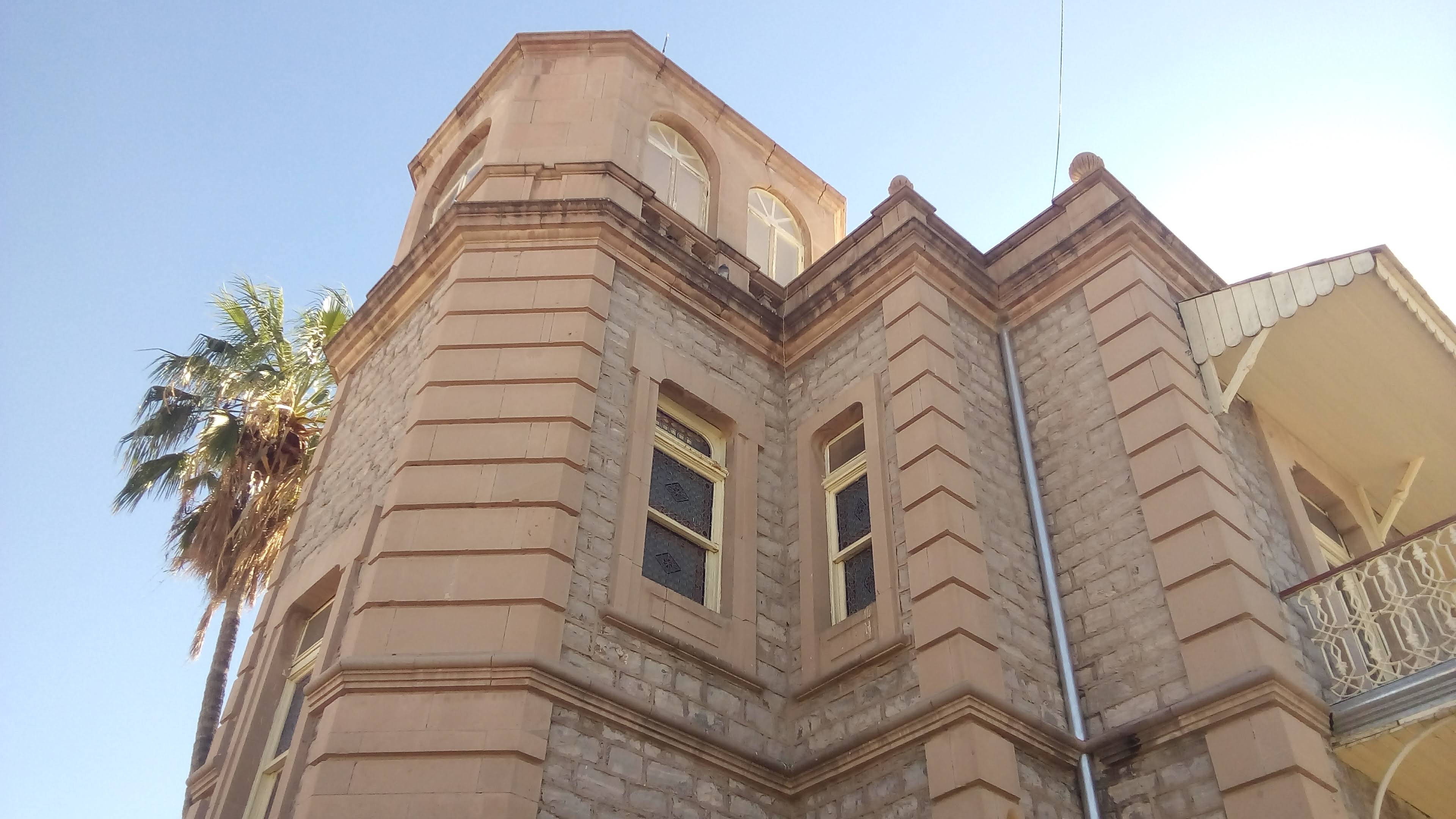
Chalet Gorosave (Museo Histórico de la ciudad)

La ciudad cuenta con atractivos turísticos como lo son el Chalet Gorosave, el Museo Francisco Sarabia, el Parque Victoria y la Plaza de Armas.
Un aspecto importante del turismo en Lerdo es el ecoturismo. En este rubro destacan el Parque Estatal Cañón de Fernández y las Grutas del Rosario. Además de los anteriormente mencionados también existen el Parque Nacional Raymundo y la Presa Francisco Zarco, ubicados al sur del municipio, así como la Sierra del Sarnoso, de donde se pueden observar variadas formaciones de rocas y se encuentra ubicada al norte de la ciudad.
En Centauro del Norte, se diseñó las alas de la esperanza, dedicado a todo el personal médico y a las víctimas del COVID-19 que están luchando en la Pandemia de COVID-19 que afectó a la Comarca Lagunera en esta pandemia.

## Educación

### Educación básica y media superior
Lerdo cuenta con 68 escuelas de educación preescolar, 92 escuelas de educación primaria, 30 escuelas de educación secundaria y 18 escuelas de educación media superior.

### Educación superior
Lerdo cuenta con 4 instituciones de educación superior: 
- Instituto Tecnológico Superior de Lerdo

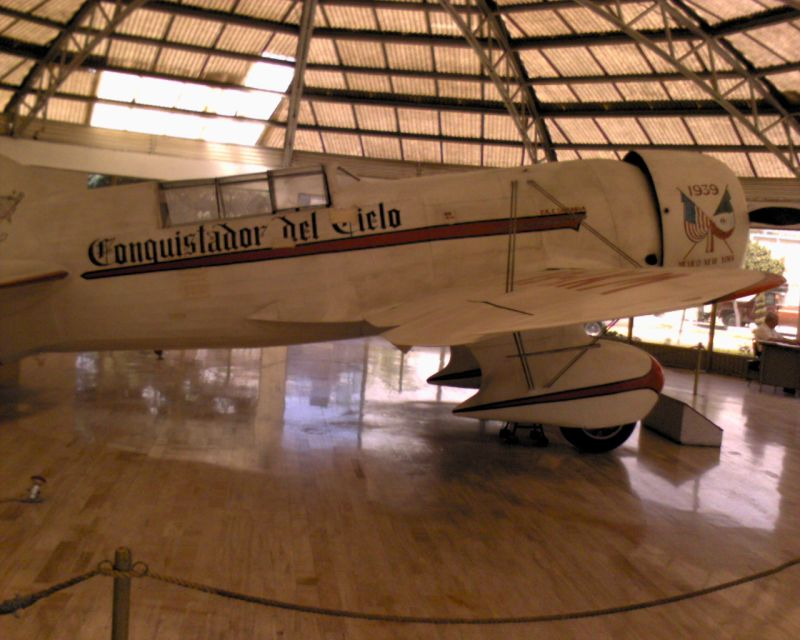
Avión de Francisco Sarabia

- Instituto de Estudios Superiores de Educación Normal General Lázaro Cárdenas del Río
- Escuela de Educación Física Prof. Antonio Estopier Estopier
- Universidad Tecnológica de la Laguna Durango.

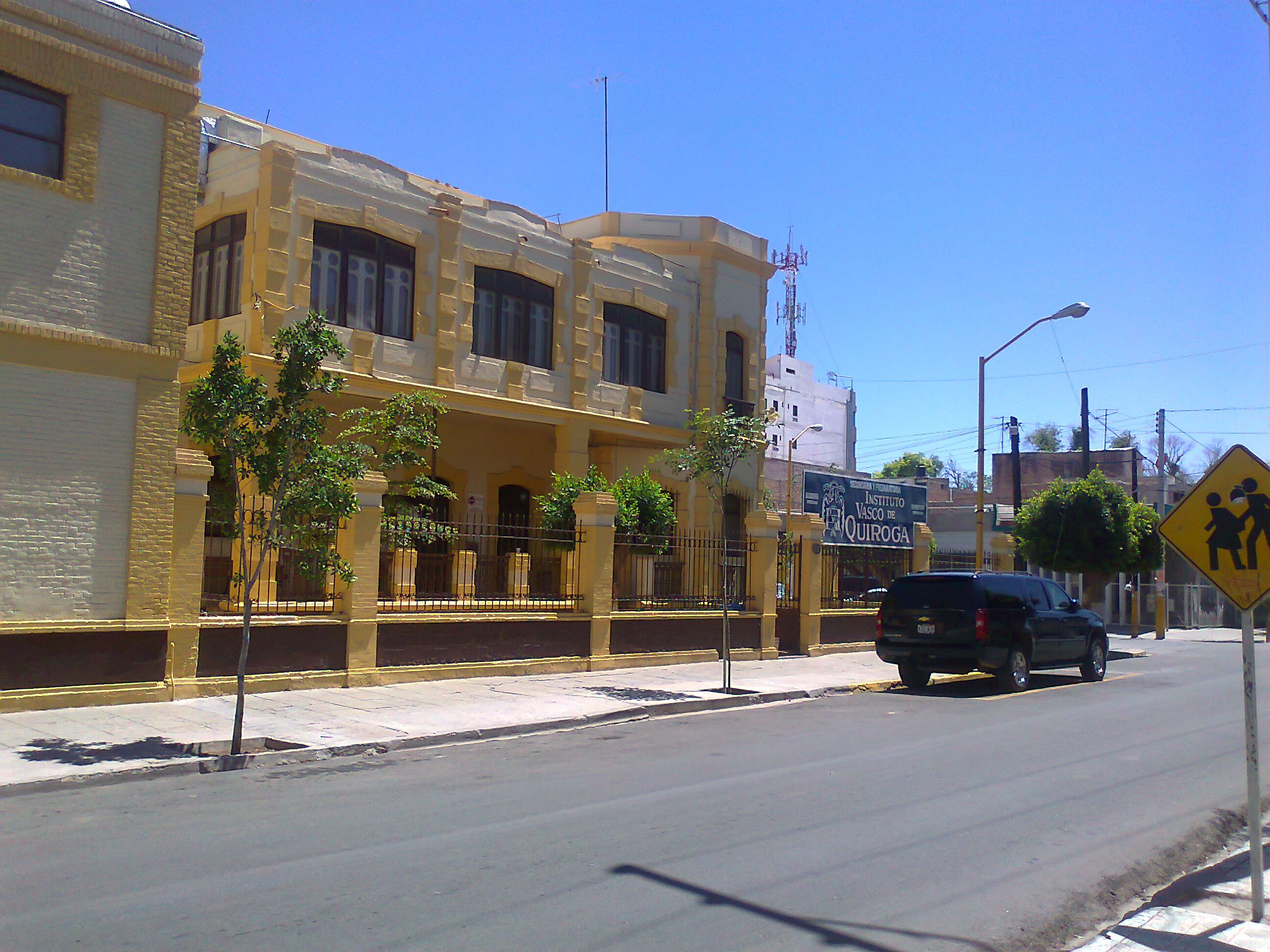
Instituto Vasco de Quiroga
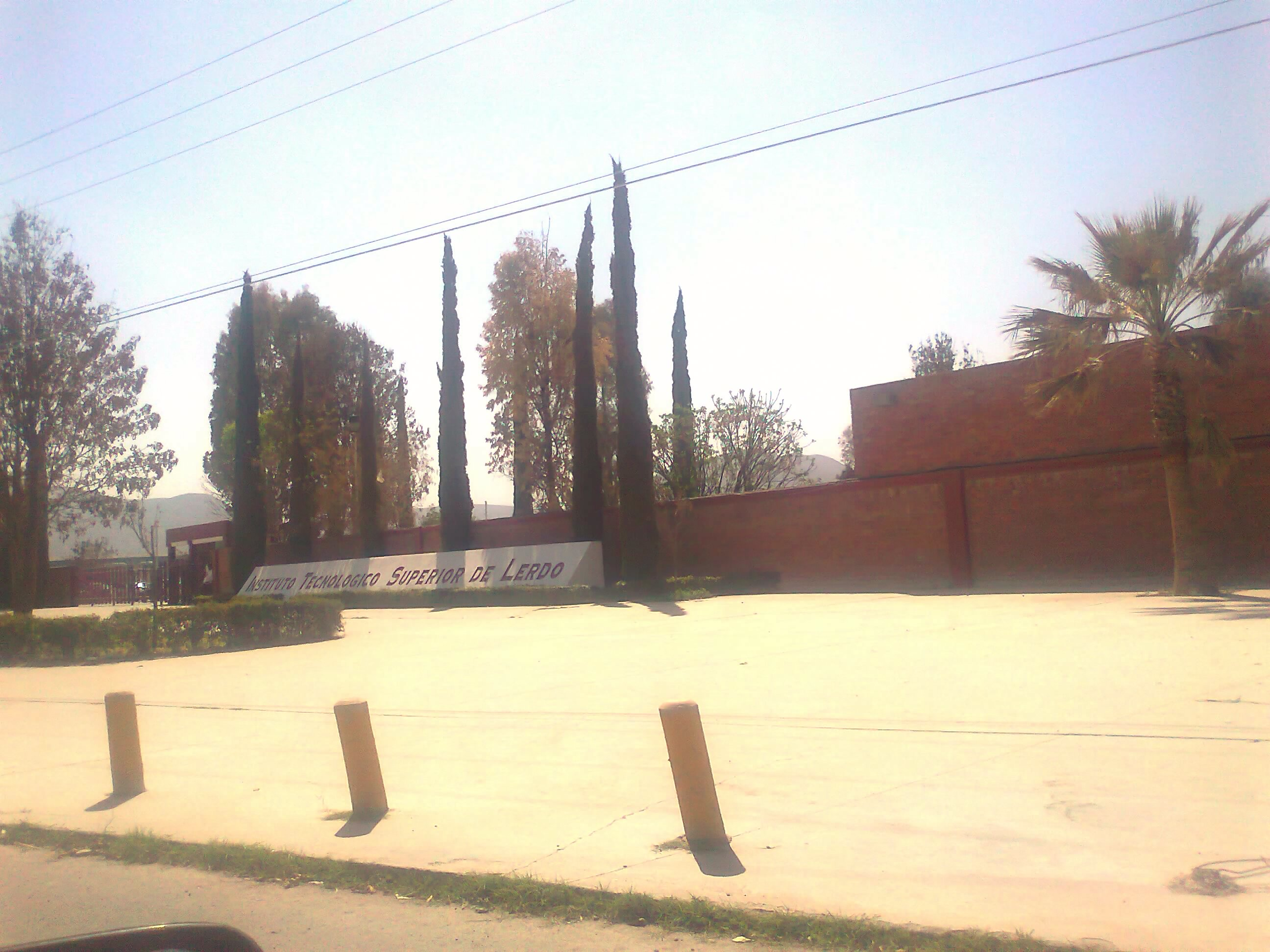
Instituto Tecnológico Superior de Lerdo

## Personajes destacados
- Francisco Sarabia Tinoco, capitán piloto aviador.
- Hermila Galindo Acosta, escritora.
- Nestor Mesta Chayres, tenor lírico en la ópera y cantante de bolero.
- Rosaura Revueltas, bailarina y actriz.
- Antonio Gutiérrez, primer presidente de Lerdo, Constituyente de 1917 y Senador de la República.
- Carlos Cardán, actor que protagonizó mayoritariamente papeles de villano.
- Marco Aurelio Gutiérrez Mares, Guitarrista Internacional.
- Cenobio Ruiz Martínez, ciclista.
- Martín Madrigal Guzmán, Guitarrista Internacional